# امپریالیسم فرهنگی

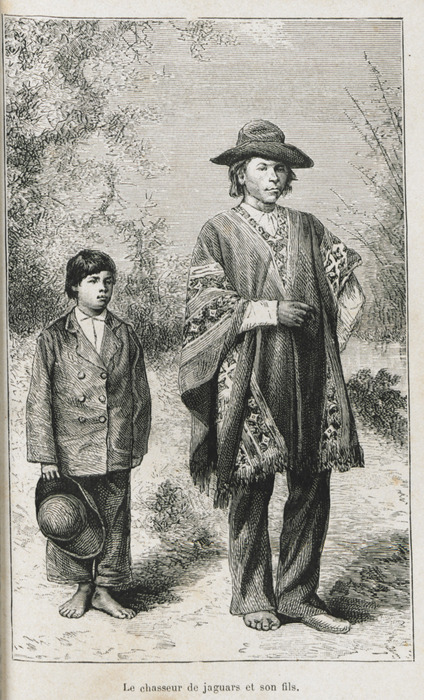
یک شکارچی جگوار و پسرش، بومی چاکو بوئال. پدر به پوشیدن لباس‌های سنتی منطقه خود ادامه می‌دهد در حالی که پسر پوشش با لباس‌های غربی را پذیرفته‌است.

امپریالیسم فرهنگی (که گاهی از آن به عنوان استعمار فرهنگی یاد می‌شود) ابعاد فرهنگی امپریالیسم را در برمی گیرد. واژه «امپریالیسم» اغلب به توصیف شیوه‌هایی می‌پردازد که در آن یک نهاد اجتماعی، از فرهنگ که (شامل زبان،سنت‌ها، آیین‌ها، ساختارهای سیاسی و اقتصادی و شیوه‌های زندگی) می‌شود برای ایجاد و حفظ روابط نابرابر بین گروه‌های اجتماعی هدف استفاده می‌کند. امپریالیسم فرهنگی اغلب از خشونت به عنوان روش اجرا استفاده می‌کند و این سیستم اغلب بخشی از روند مشروعیت بخشیدن به استعمار است.
امپریالیسم فرهنگی ممکن است اشکال مختلفی داشته باشد، مانند یک نگرش، یک سیاست رسمی، یا اقدام نظامی - تا جایی که هر یک از اینها هژمونی فرهنگی را تقویت می‌کند. تحقیق در مورد این موضوع در رشته‌های علمی رخ می‌دهد و به ویژه در مطالعات ارتباطات و رسانه، آموزش، سیاست خارجی، تاریخ، روابط بین‌الملل، زبان‌شناسی رایج است، ادبیات، پسا استعمار، علم، جامعه‌شناسی، نظریه اجتماعی و ورزش.

## پیشینه و تعاریف

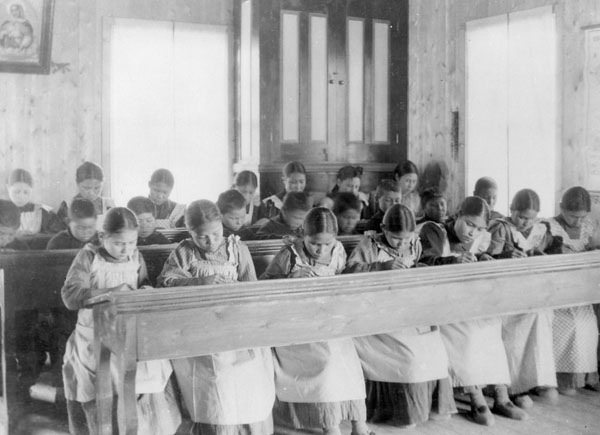
کودکان بومی که از والدین خود گرفته شده و در یک مدرسه مسکونی به سبک غربی قرار گرفته‌اند که هدف آن حذف زبان و فرهنگ بومی و جایگزینی آن با زبان انگلیسی و باورهای مسیحی است.

اگرچه فرهنگ لغت انگلیسی آکسفورد در سال ۱۹۲۱ اشاره ای به «امپریالیسم فرهنگی روس‌ها» دارد، جان تاملینسون، در کتاب خود در این زمینه، می‌نویسد که این اصطلاح در دهه ۱۹۶۰ پدیدار شد و کانون تحقیقات بوده‌است. حداقل از دهه ۱۹۷۰ اصطلاحاتی مانند «امپریالیسم رسانه ای»، «امپریالیسم ساختاری»، «وابستگی و سلطه فرهنگی»، «همگام سازی فرهنگی»، «استعمار الکترونیک»، «امپریالیسم ایدئولوژیک» و «امپریالیسم اقتصادی» همگی برای توصیف یک مفهوم اساسی به کار رفته‌اند، امپریالیسم فرهنگی.
این اصطلاح عمدتاً به اعمال قدرت در یک رابطه فرهنگی اشاره دارد که در آن اصول، ایده‌ها، عملکردها و ارزش‌های یک جامعه قدرتمند و مهاجم بر فرهنگ‌های بومی در مناطق اشغالی تحمیل می‌شود. این فرایند اغلب برای توصیف نمونه‌هایی که رویه‌های اجبار سنت‌های فرهنگی گروه اجتماعی برتر بر یک گروه اجتماعی تسخیر شده اجرا می‌شود، استفاده می‌شود.
جفری هرلیهی-مرا می‌گوید: امپریالیسم فرهنگی فرآیندی نامیده می‌شود که قصد دارد نمادهای فرهنگی جوامع مهاجم را از «خارجی» به «طبیعی» و داخلی تبدیل کند. فرایند تسخیر فرهنگی اغلب شامل سه مرحله مجزا و متوالی است:
امپریالیسم فرهنگی تمایل دارد «تدریجی باشد و طبیعتاً ناقص است. پیکربندی جزئی و ناقص این هستی‌شناسی مفهومی ضمنی از واقعیت را می‌طلبد و تلاش می‌کند - و اغلب با شکست مواجه می‌شود - تا اشکال دیگر وجود جمعی را حذف کند. برای دستیابی به این هدف، پروژه‌های مهندسی فرهنگی تلاش می‌کنند تا ساکنان را در حوزه‌های ساخته‌شده نمادها منزوی کنند، به گونه‌ای که آنها (در نهایت، در برخی موارد پس از چندین نسل) فرهنگ‌های دیگر را رها کرده و با نمادهای جدید شناسایی کنند.«نتیجه مورد نظر گسترده‌تر از این مداخلات را می‌توان به عنوان یک شناخت مشترک از مالکیت خود زمین (از طرف سازمان‌هایی که تصاویر را منتشر و تأمین مالی می‌کنند) توصیف کرد.»

از نظر هربرت شیلر، امپریالیسم فرهنگی به "سازمان‌های قهری و مجاب کننده استعماری آمریکا و ظرفیت آنها برای ترویج و جهانی کردن "شیوه زندگی" آمریکایی در کشورهای دیگر بدون هیچ گونه تأثیر متقابل اشاره دارد. به گفته شیلر، امپریالیسم فرهنگی جوامع را «با فشار، رشوه، وادار» می‌کرد تا با مدل سرمایه‌داری گسترده ایالات متحده ادغام شوند، بلکه حتی با جلب رضایت متقابل، حتی درخواست حاکمان بومی، آنها را با جذابیت و اقناع ادغام کرد. وی در ادامه سخنان خود می‌گوید:
مجموع فرآیندهایی که به وسیله آن، یک جامعه وارد سیستم جهانی مدرن [متمرکز آمریکا] می‌شود و چگونگی جذب قشر غالب، فشار، اجبار و گاهی رشوه برای شکل‌گیری نهادهای اجتماعی برای مطابقت یا حتی ترویج ارزش‌ها و ساختارها است. رسانه‌های عمومی برجسته‌ترین نمونه از شرکت‌های عامل هستند که در فرایند نفوذ استفاده می‌شوند. برای نفوذ در مقیاسی قابل توجه، خود رسانه‌ها باید اسیر قدرت سلطه گر/نفوذ شوند. این امر تا حد زیادی از طریق تجاری سازی صدا و سیما رخ می‌دهد. 
زمینه‌های تاریخی، تکرارها، پیچیدگی‌ها و سیاست نظریه‌پردازی بنیادی و ماهوی شیلر در مورد امپریالیسم فرهنگی در مطالعات رسانه‌ای و ارتباطات بین‌المللی به تفصیل توسط محققین اقتصاد سیاسی ارتباطات ریچارد ماکسول، وینسنت موسکو، گراهام مرداک، مورد بحث قرار گرفته‌است. و تنر میرلس.
داونینگ و سربرنی-محمدی بیان می‌کنند: «امپریالیسم فرهنگی به ابعادی از فرایند اشاره دارد که فراتر از استثمار اقتصادی یا نیروی نظامی است. در تاریخ استعمار، (یعنی شکل امپریالیسم که درآن دولت مستعمره مستقیماً توسط خارجی‌ها اداره می‌شود)، سیستم‌های آموزشی و رسانه ای بسیاری از کشورهای جهان سوم به عنوان کپی از سیستم‌های آموزشی در بریتانیا، فرانسه یا ایالات متحده تنظیم شده یا حامل ارزش‌های خود هستند. تبلیغات غربی، نسبت به سبک‌های معماری و مد، نفوذ بیشتری کرده‌است. به شکل ظریف اما قدرتمند، اغلب این پیام القا شده‌است که فرهنگ‌های غربی برتر از فرهنگ‌های جهان سوم هستند.

### پساساختارگرایی
در قلمرو تئوری پساساختارگرایی و پسااستعماری،امپریالیسم فرهنگی را می‌توان میراث فرهنگی استعمار غرب، یا اشکال کنش اجتماعی که به تداوم هژمونی غرب کمک می‌کند، در نظر گرفت. برای برخی خارج از قلمرو این گفتمان، این اصطلاح به عنوان ماهیت نامشخص، غیرمتمرکز و/یا متناقض نقد می‌شود.
آثار میشل فوکو فیلسوف و نظریه‌پرداز اجتماعی فرانسوی تأثیر زیادی بر استفاده از اصطلاح امپریالیسم فرهنگی، گذاشته‌است، به‌ویژه تفسیر فلسفی او از قدرت و تعریف او از حکومتی. فوکو بر اساس تفسیری مشابه ماکیاولی از قدرت، قدرت را غیر مادی تعریف می‌کند، به عنوان «نوع خاصی از رابطه بین افراد» که به موقعیت‌های اجتماعی استراتژیک پیچیده مربوط می‌شود که به توانایی سوژه برای کنترل محیط خود و اثرگذاری بر اطرافیان مربوط می‌شود. به عقیده فوکو، قدرت با برداشت او از حقیقت پیوند تنگاتنگی دارد. «حقیقت»، همان‌طور که او آن را تعریف می‌کند، «سیستمی از رویه‌های دستوری برای تولید، تنظیم، توزیع، گردش و عملیات بیانیه‌ها» است که «رابطه دایره‌ای» با نظام‌های قدرت دارد. بنابراین، ذاتی نظام‌های قدرت، همیشه «حقیقت» است که از نظر فرهنگی خاص است، از ایدئولوژی که اغلب با اشکال مختلف هژمونی منطبق است، جدایی ناپذیر است.امپریالیسم فرهنگی ممکن است نمونه ای از این باشد.
تفسیر فوکو از حکمرانی نیز در ایجاد نظریه‌های ساختار قدرت فراملی بسیار مهم است. فوکو در سخنرانی‌های خود در کالج دو فرانس اغلب حکومت‌داری را هنر گسترش «حکومت» تعریف می‌کند، که فراتر از مفهوم سنتی حکمرانی برحسب دستور دولتی است و به قلمروهای دیگری مانند اداره «خانواده، روان، فرزندان» یک استان، یک حوزه، یک سبک دینی، یک خانواده» ورود می‌کند. این تفسیر از قدرت مستقیماً به توضیح ماکیاولی در مورد چگونگی حفظ قدرت سیاسی به هر قیمتی، مربوط می‌شود.شاهزاده و مفاهیم یادشده فوکو از حقیقت و قدرت .(یعنی سوبژکتیویته‌های مختلفی از طریق روابط قدرت ایجاد می‌شوند که از نظر فرهنگی خاص هستند، که منجر به اشکال مختلف حکومت‌داری فرهنگی خاص مانند حکومت نئولیبرال می‌شود)

### پسا استعمار
ادوارد سعید یکی از بنیانگذاران پس ااستعمار است که با کتاب شرق‌شناسی (۱۹۷۸)، نقدی انسان‌گرایانه از روشنگری، که دانش غربی از شرق را نقد می‌کند، به‌ویژه ساخت‌های انگلیسی و فرانسوی دربارهٔ آنچه شرقی هست یا نیست، ایجاد کرد. آن «دانش» منجر به گرایش‌های فرهنگی به سمت تقابل دوتایی شرق در مقابل غرب شد، که در آن یک مفهوم در تقابل با مفهوم دیگر تعریف می‌شود و از آن به عنوان ارزشی نابرابر بیرون می‌آیند. سعید در کتاب فرهنگ و امپریالیسم (۱۹۹۳)، ادامه شرق‌شناسی، استدلال می‌کند که علی‌رغم پایان رسمی «عصر امپراتوری» پس از جنگ جهانی دوم (۱۹۳۹–۱۹۴۵)، امپریالیسم استعماری، میراثی فرهنگی برای مردمان استعمار شده که در تمدن‌های معاصر آنها باقی مانده، به جا گذاشت. همچنین گفت که امپریالیسم فرهنگی آمریکا درنظام‌های بین‌المللی قدرت بسیار اثرگذار است.
در"آیا زیردست می‌تواند صحبت کند؟"گایاتری چاکراورتی اسپیواک بازنمایی‌های رایج در غرب ساتی را نقد می‌کند، زیرا توسط نویسندگانی و نه شرکت کنندگان (به ویژه استعمارگران انگلیسی و رهبران هندو)کنترل می‌شود. به همین دلیل، اسپیواک استدلال می‌کند که فرودست‌ها، اشاره به جوامعی که در ساتی شرکت می‌کنند، نمی‌توانند خود را از طریق صدای خود نمایندگی کنند. اسپیواک می‌گوید که امپریالیسم فرهنگی این قدرت را دارد که دانش و نحوه آموزش برخی از جمعیت‌هایی را که در سلسله‌مراتب اجتماعی پایین هستند، رد یا حذف کند.
در «نقد عقل پسااستعماری»، اسپیواک استدلال می‌کند که فلسفه غرب نه تنها در کنار گذاشتن افراد فرودست از گفتمان، سابقه دارد، بلکه به آنها اجازه نمی‌دهد فضای یک موضوع کاملاً انسانی را اشغال کنند.

## ایده‌ها و بحث‌های معاصر
امپریالیسم فرهنگی می‌تواند هم به فرهنگ پذیری اجباری یک جمعیت هدف یا به پذیرش داوطلبانه یک فرهنگ بیگانه توسط افرادی اشاره کند که به اراده آزاد خود این کار را انجام می‌دهند. ازآنجایی که این دو ارجاع بسیار متفاوت هستند، اعتبار این اصطلاح زیر سؤال رفته‌است.
تأثیر فرهنگی را می‌توان با توجه به فرهنگ «دریافت‌کننده» به‌عنوان تهدید یا غنی‌سازی هویت فرهنگی آن در نظر گرفت؛ بنابراین مفید به نظر می‌رسد بین امپریالیسم فرهنگی به عنوان یک نگرش (فعال یا منفعل) برتری جویانه و موقعیت یک فرهنگ یا گروهی که به دنبال تکمیل فرهنگ تا حدی ناقص خود، با محصولات وارداتی است، تمایز گذاشت.
محصولات یا خدمات وارداتی می‌توانند خود ارزش‌های خاصی را ارائه دهند یا با آن‌ها مرتبط باشند (مانند مصرف‌گرایی). برمبنای یک استدلال، فرهنگ «دریافت کننده» لزوماً این پیوند را درک نمی‌کند، بلکه فرهنگ خارجی را به‌طور منفعلانه از طریق استفاده از کالاها و خدمات خارجی دریافت می‌کند. این ایده فرضی به دلیل ماهیت تا حدودی پنهان، اما بسیار قدرتمند آن، توسط برخی کارشناسان به عنوان" امپریالیسم مبتذل" توصیف می‌شود. به عنوان مثال، استدلال می‌شود که در حالی که «شرکت‌های آمریکایی متهم هستند که می‌خواهند ۹۵ درصد مصرف‌کنندگان جهان را کنترل کنند»، «امپریالیسم فرهنگی چیزی فراتر از کالاهای مصرفی ساده را شامل می‌شود؛ این شامل انتشار اصول آمریکایی مانند آزادی و دموکراسی است». فرآیندی که «ممکن است جذاب به نظر برسد» اما «حقیقتی ترسناک را پنهان می‌کند: بسیاری از فرهنگ‌ها در سراسر جهان به دلیل نفوذ گسترده آمریکای فرهنگی و شرکتی در حال ناپدید شدن هستند».
برخی براین باورند که اقتصاد تازه جهانی شده اواخر قرن بیستم و اوایل قرن بیست و یکم این فرایند را با استفاده از فناوری اطلاعات جدید تسهیل کرده‌است. این نوع امپریالیسم فرهنگی برگرفته از چیزی است که «قدرت نرم» نامیده می‌شود. تئوری استعمار الکترونیک موضوع را به موضوعات فرهنگی جهانی و تأثیر شرکت‌های چند رسانه‌ای بزرگ، از پارامونت، وارنر مدیا، AT&T، دیزنی، نیوز کورپ، تا گوگل و مایکروسافت با تمرکز بر قدرت هژمونیک غول‌های ارتباطی مبتنی بر ایالات متحده شکل می‌دهد.

### تنوع فرهنگی
یکی از دلایلی که اغلب برای مخالفت با هر شکلی از امپریالیسم فرهنگی، داوطلبانه یا غیرارادی ذکر می‌شود، حفظ تنوع فرهنگی است، هدفی که برخی آن را مشابه حفظ تنوع زیست‌محیطی می‌دانند. طرفداران این ایده استدلال می‌کنند که چنین تنوعی به خودی خود ارزشمند است، برای حفظ میراث و دانش تاریخی بشر، یا از نظر ابزاری ارزشمند است، زیرا راه‌های بیشتری را برای حل مشکلات و پاسخ به فجایع طبیعی یا غیرطبیعی دردسترس قرار می‌دهد.

### ایده‌های مربوط به استعمار آفریقا
از میان تمام مناطقی از جهان که محققان ادعا کرده‌اند تحت تأثیر منفی امپریالیسم قرار گرفته‌اند، آفریقا احتمالاً قابل توجه‌ترین است. در «عصر امپریالیسم» گسترده قرن نوزدهم، محققان استدلال کرده‌اند که استعمار اروپا در آفریقا به حذف بسیاری از فرهنگ‌ها، جهان بینی‌ها و معرفت‌شناسی‌های مختلف، به ویژه از طریق استعمار نو در آموزش عمومی منجر شده‌است. که مسلماً منجر به توسعه ناهموار، و شکل‌های غیررسمی بیشتر کنترل اجتماعی شده‌است که با فرهنگ و امپریالیسم مرتبط است. محققان استدلال می‌کنند که عوامل مختلفی منجر به حذف فرهنگ‌ها، جهان‌بینی‌ها و معرفت‌شناسی‌ها می‌شود، مانند «زبان‌زدایی» (جایگزینی زبان‌های بومی آفریقایی با زبان‌های اروپایی)، بی‌ارزش کردن هستی‌شناسی‌هایی که صراحتاً فردگرا نیستند، و همزمان تا آنجا پیش می‌رود که نه تنها خود فرهنگ غربی را علم تعریف می‌کند، بلکه رویکردهای غیرغربی به علم، هنر، فرهنگ بومی و غیره را غیرعلمی می‌داند. یکی از محققین، علی ع. عبدی، ادعا می‌کند که امپریالیسم ذاتاً شامل «رژیم‌های تعاملی گسترده و زمینه‌های گسترده تغییر هویت، شناخت نادرست، از دست دادن عزت نفس و شک فردی و اجتماعی در خود کارآمدی است». بنابراین، تمام امپریالیسم همیشه فرهنگی خواهد بود.

### پیوند با نئولیبرالیسم
نئولیبرالیسم اغلب توسط جامعه شناسان، مردم شناسان و محققان مطالعات فرهنگی به عنوان ماهیت امپریالیسم فرهنگی مورد انتقاد قرارمی گیرد.منتقدان نئولیبرالیسم، گاهی ادعا می‌کنند که این شکل تازه امپریالیسم است. محققان دیگری مانند الیزابت دان و جولیا الیاچار ادعا کرده‌اند که نئولیبرالیسم شکل خاص خود از حکومت ایجاد می‌کند.
در اثر دان، با عنوان خصوصی‌سازی لهستان، او استدلال می‌کند که گسترش شرکت چند ملیتی، گربر، به لهستان در دهه ۱۹۹۰، حاکمیت، ایدئولوژی‌ها و معرفت‌شناسی‌های غربی، نئولیبرالی را بر افراد استخدام شده، تحمیل کرد. درگیری‌های فرهنگی به‌ویژه سیاست‌های فردی ذاتی شرکت، مانند ترویج رقابت بین کارگران به جای همکاری، و در مخالفت شدید با آنچه که صاحبان شرکت ادعا می‌کردند رشوه‌دهی است، رخ داد.
دراثر الیاچار،بازارهای سلب مالکیت، او بر روش‌هایی تمرکز می‌کند که در قاهره، نهادهای غیردولتی همراه با سازمان‌های غیردولتی بین‌المللی و دولت، حکومت نئولیبرالی را از طریق طرح‌واره‌های توسعه اقتصادی که بر «کارآفرینان خرد جوان» تکیه می‌کرد، ترویج کردند. کارآفرینان خرد جوان وام‌های کوچکی برای ایجاد کسب و کار خود دریافت می‌کنند، مشابه روشی که فرضاً تامین مالی خرد عمل می‌کند. الیاچار استدلال می‌کند که این برنامه‌ها نه تنها شکست خوردند، بلکه دیدگاه‌های فرهنگی ارزشی (شخصی و فرهنگی) را به گونه‌ای تغییر دادند که به نفع تفکر و هستی غربی بود.

### ارتباط با مطالعات توسعه
غالباً روش‌های ترویج توسعه و عدالت اجتماعی به خاطرداشتن ماهیتی امپریالیستی به معنای فرهنگی مورد نقد قرار می‌گیرند. به عنوان مثال، چاندرا موهانتی فمینیسم غربی را مورد انتقاد قرارداده و ادعا می‌کند که این فمینیسم یک تصویر نادرست از «زن جهان سوم» به عنوان یک زن کاملاً ناتوان و ناتوان از مقاومت در برابر سلطه مردانه ایجاد کرده‌است. بنابراین، این منجر به روایت غالباً نقد شده «مرد سفیدپوست» می‌شود که «زن قهوه ای» را از «مرد قهوه ای» نجات می‌دهد. سایر انتقادات رادیکال تر از مطالعات توسعه، مربوط به خود حوزه مطالعاتی است. برخی از محققان حتی نیت کسانی که رشته تحصیلی را توسعه می‌دهند زیرسوال می‌برند و ادعا می‌کنند که تلاش‌ها برای «توسعه»جنوب جهانی هرگز مربوط به خود جنوب نبوده‌است. در عوض، استدلال می‌شود که این تلاش‌ها به منظور پیشبرد توسعه غرب و تقویت هژمونی غرب صورت گرفته‌است.

### پیوندها با مطالعات تأثیرات رسانه ای
هسته اصلی تزامپریالیسم فرهنگی یکپارچه با رویکرد سنتی سیاسی-اقتصادی در تحقیقات اثرات رسانه ای است.منتقدان امپریالیسم فرهنگی معمولاً ادعا می‌کنند که فرهنگ‌های غیرغربی، به‌ویژه کشورهای جهان سوم، زمانی که در معرض رسانه‌های غربی قرار می‌گیرند، ارزش‌های سنتی خود را کنار می‌گذارند و هویت فرهنگی خود را از دست خواهند داد. با این وجود، مایکل بی. سالون، در کتاب خود مطالعات انتقادی در ارتباطات جمعی(۱۹۹۱)،ادعا می‌کند که بررسی و ادغام یافته‌های تجربی در مورد تأثیرات امپریالیستی فرهنگی از نظر درک رسانه‌های جمعی در حوزه بین‌المللی بسیار حیاتی است. او هر دو زمینه متناقض را در مورد تأثیرات امپریالیستی فرهنگی به رسمیت می‌شناسد. زمینه اول جایی است که امپریالیسم فرهنگی اختلالات سیاسی-اجتماعی را بر کشورهای در حال توسعه تحمیل می‌کند. رسانه‌های غربی می‌توانند تصاویر فرهنگ‌های خارجی را تحریف کنند و در برخی موارد باعث ایجاد درگیری‌های فردی و اجتماعی برای کشورهای در حال توسعه شوند.زمینه دیگر این است که مردم در کشورهای در حال توسعه د ربرابر رسانه‌های بیگانه مقاومت می‌کنند و نگرش‌های فرهنگی خود را حفظ می‌کنند. اگرچه او اعتراف می‌کند که ممکن است جلوه‌های ظاهری فرهنگ غرب پذیرفته شود، اما ارزش‌ها و رفتارهای بنیادین همچنان باقی است. علاوه براین، اثرات مثبت ممکن است رخ دهد زمانیکه فرهنگهای تحت سلطه مردان، «آزادی» زنان را با قرارگرفتن درمعرض رسانه‌های غربی بپذیرند و انگیزه تبادل فرهنگی فراوانی را ایجاد کند.

### نقد «نظریه امپریالیسم فرهنگی»
منتقدان از بین پژوهشگران که دربارهٔ امپریالیسم فرهنگی بحث می‌کنند، نقدهای متعددی دارند.امپریالیسم فرهنگی اصطلاحی است که فقط در بحث‌هایی به کار می‌رود که در آن نسبیت گرایی فرهنگی و سازه انگاری به‌طور کلی درست در نظر گرفته می‌شود. (اگر باور داشته باشید که ارزش‌های مذکور کاملاً صحیح است، نمی‌توان ترویج ارزش‌های غربی را نقد کرد. به همین ترتیب، اگر کسی معتقد باشد که آن معرفت‌شناسی کاملاً صحیح است، نمی‌توان استدلال کرد که معرفت‌شناسی غربی به ناحق در جوامع غیرغربی ترویج می‌شود.) بنابراین، کسانی که با نسبیت گرایی فرهنگی و/یا سازه انگاری مخالفند، ممکن است به‌کارگیری اصطلاح امپریالیسم فرهنگی بر اساس آن اصطلاحات را نقد کنند.
جان تاملینسون نقدی بر نظریه امپریالیسم فرهنگی ارائه می‌کند و مشکلات عمده ای را در نحوه فرمول بندی ایده امپریالیسم فرهنگی، در مقابل امپریالیسم اقتصادی یا سیاسی، آشکار می‌کند. او در کتاب امپریالیسم فرهنگی: مقدمه ای انتقادی، به تئوری «امپریالیسم رسانه ای» مورد بحث می‌پردازد. او با جمع‌بندی تحقیقات در مورد استقبال جهان سوم از برنامه‌های تلویزیونی آمریکایی، استدلال امپریالیسم فرهنگی را به چالش می‌کشد و تردیدهای خود را در مورد میزانی که نمایش‌های ایالات متحده در کشورهای درحال توسعه واقعاً دارای ارزش‌های ایالات متحده است و سود شرکت‌های آمریکایی را بهبود می‌بخشد، بیان می‌کند. تاملینسون پیشنهاد می‌کند که امپریالیسم فرهنگی از برخی جنبه‌ها درحال رشد است، اما دگرگونی‌ها و تفسیرهای محلی از محصولات رسانه‌ای وارداتی نشان می‌دهد که تنوع فرهنگی در جامعه جهانی به پایان نمی‌رسد. او توضیح می‌دهد که یکی از اشتباهات اساسی مفهومی امپریالیسم فرهنگی این است که توزیع کالاهای فرهنگی را می‌توان به عنوان سلطه فرهنگی تلقی کرد؛ بنابراین او از استدلال خود حمایت می‌کند و به شدت ازاین مفهوم که آمریکایی شدن از طریق سرریز جهانی محصولات تلویزیونی آمریکایی رخ می‌دهد،انتقاد می‌کند. او به نمونه‌های بیشماری از شبکه‌های تلویزیونی اشاره می‌کند که توانسته‌اند بر بازارهای داخلی خود مسلط شوند و برنامه‌های داخلی عموماً دررتبه‌بندی بالاتر قراردارند. او همچنین دراین مفهوم که کارگزاران فرهنگی گیرندگان منفعل اطلاعات هستند، تردید دارد. او بیان می‌کند که حرکت بین مناطق فرهنگی/جغرافیایی همیشه شامل ترجمه، جهش، انطباق، و ایجاد دورگه است.
انتقادات کلیدی دیگر این است که این اصطلاح به خوبی تعریف نشده‌است، و از اصطلاحات دیگری استفاده می‌کند که به خوبی تعریف نشده‌اند، و بنابراین فاقد قدرت توضیحی هستند، که سنجش امپریالیسم فرهنگی دشوار است، و اینکه نظریه میراث استعمار همیشه درست نیست.

### روتکف در برخورد با سلطه فرهنگی
دیوید روتکف، مدیر عامل هنری کیسینجر و استادیار امور بین‌الملل در دانشگاه کلمبیا (که همچنین به عنوان یک مقام ارشد وزارت بازرگانی ایالات متحده در دولت کلینتون خدمت می‌کرد)، در عنوان تحریک‌آمیز خود در ستایش امپریالیسم فرهنگی؟دربارهٔ امپریالیسم فرهنگی در شماره تابستان ۱۹۹۷ مجله فارین پالیسی نوشت، روتکف می‌گوید که ایالات متحده باید «امپریالیسم فرهنگی» را به عنوان منافع شخصی خود بپذیرد. اما تعریف او از امپریالیسم فرهنگی بر گسترش ارزش‌های مدارا و گشودگی در برابر تغییرات فرهنگی به منظور جلوگیری از جنگ و تضاد بین فرهنگ‌ها و همچنین گسترش استانداردهای فنی و قانونی پذیرفته‌شده برای تأمین امنیت کافی برای تجارت آزاد برای تجارت با کشورهای بیشتر تأکید دارد. تعریف روتکف تقریباً منحصراً شامل اجازه دادن به افراد در سایر ملل برای پذیرش یا رد تأثیرات فرهنگی خارجی است. او همچنین استفاده اززبان انگلیسی و مصرف اخبار و موسیقی و فیلم‌های عامه پسند را به عنوان سلطه فرهنگی که از آن حمایت می‌کند یاد می‌کند. روتکف همچنین به این نکته اشاره می‌کند که جهانی شدن و اینترنت در حال تسریع روند نفوذ فرهنگی هستند.
سازمان‌دهندگان جامعه (سیاستمداران، الهی‌دانان، دانشگاهیان و خانواده‌ها) گاهی از فرهنگ برای تحمیل و تضمین نظم استفاده می‌کنند که اصول اولیه آن در طول زمان برحسب نیاز تغییر می‌کند. فقط باید به نسل‌کشی‌های قرن بیستم نگاه کرد. در هر یک، رهبران از فرهنگ به عنوان یک جبهه سیاسی برای دامن زدن به احساسات ارتش و دیگر یاران خود و توجیه اعمال خود در میان مردم خود استفاده می‌کردند.
روتکف سپس نسل‌کشی و کشتار در ارمنستان، روسیه، هولوکاست، کامبوج، بوسنی و هرزگوین، رواندا و تیمور شرقی را به عنوان نمونه‌هایی از فرهنگ (در برخی موارد که در ایدئولوژی «فرهنگ سیاسی» یا دین بیان می‌شود) برای توجیه خشونت ذکر می‌کند. او همچنین اذعان می‌کند که امپریالیسم فرهنگی در گذشته در حذف اجباری فرهنگ‌های بومیان در قاره آمریکا و آفریقا، یا از طریق استفاده از تفتیش عقاید،«و در طول گسترش تقریباً هر امپراتوری» مقصر بوده‌است. به گفته روتکف، مهم‌ترین راه مقابله با نفوذ فرهنگی در هر ملتی، ترویج تساهل و اجازه یا حتی ترویج تنوع فرهنگی سازگار با تساهل و حذف آن تفاوت‌های فرهنگی است که باعث درگیری خشونت‌آمیز می‌شود:
جوامع چندفرهنگی موفق، چه ملت‌ها، چه فدراسیون‌ها یا دیگر گروه‌های دولت‌های به هم مرتبط، جنبه‌هایی از فرهنگ را که اتحاد، ثبات یا رفاه را تهدید نمی‌کنند (مانند غذا، تعطیلات، آیین‌ها و موسیقی) تشخیص می‌دهند و به آنها اجازه شکوفایی می‌دهند.. اما آن‌ها با عناصر خراب‌کننده‌تر فرهنگ (جنبه‌های طرد کننده مذهب، زبان و باورهای سیاسی/ایدئولوژیکی) مقابله می‌کنند یا ریشه‌کن می‌کنند. تاریخ نشان می‌دهد که پر کردن موفقیت‌آمیز شکاف‌های فرهنگی و خدمت به عنوان خانه برای مردمان گوناگون، مستلزم ساختارها، قوانین و نهادهای اجتماعی خاصی است که فراتر از فرهنگ باشد. علاوه بر این، تاریخ تعدادی از آزمایش‌های در حال انجام در چندفرهنگ‌گرایی، مانند اتحادیه اروپا، هند، آفریقای جنوبی، کانادا و ایالات متحده، نشان می‌دهد که مدل‌های یکپارچه، اگر کامل نشده باشند، وجود دارند. هر یک بر این ایده بنا شده‌است که مدارا برای رفاه اجتماعی بسیار مهم است، و هر یک از آنها گاه به دلیل عدم تحمل و تأکید شدید بر تمایزات فرهنگی تهدید شده‌اند. منفعت عمومی بزرگ‌تر، ضامن حذف آن دسته از ویژگی‌های فرهنگی است که درگیری‌ها را ترویج می‌کنند یا از هماهنگی جلوگیری می‌کنند، حتی اگر تمایزات فرهنگی کمتر تفرقه‌انگیز و شخصی‌تر مورد توجه قرار گیرند و حفظ شوند.
تسلط فرهنگی را می‌توان در دهه۱۹۳۰در استرالیا مشاهده کرد، جایی که سیاست جذب بومیان به عنوان تلاشی برای از بین بردن مردم بومی استرالیا عمل کرد. مهاجران بریتانیایی سعی کردند رنگ پوست بومیان استرالیا را از طریق پرورش مخلوط با افراد سفیدپوست از نظر بیولوژیکی تغییر دهند. این سیاست همچنین تلاش کرد تا بومیان را با عقاید غربی در مورد لباس وآموزش مطابقت دهد.

## در تاریخ
اگرچه این اصطلاح دردهه ۱۹۶۰رایج شد و توسط طرفداران اصلی آن برای اشاره به هژمونی‌های فرهنگی درجهان پسااستعماری استفاده می‌شد، امپریالیسم فرهنگی نیز برای اشاره به زمان‌های در گذشته استفاده می‌شده‌است.

### یونان باستان
یونانیان باستان به گسترش فرهنگ خود در اطراف مدیترانه و خاورنزدیک از طریق تجارت و فتح شهرت دارند. در طول دوره باستانی، دولت شهرهای یونانی در حال رشد، سکونتگاه‌ها و مستعمراتی را درسراسر دریای مدیترانه، به ویژه در سیسیل و جنوب ایتالیا ایجاد کردند و بر مردمان اتروسک و رومی منطقه تأثیر گذاشتند. در اواخر قرن چهارم قبل از میلاد، اسکندر مقدونی سرزمین‌های ایران و هند را تا دره رود سند و پنجاب فتح کرد و در طول راه، دین، هنر و علم بت‌پرستی یونان را گسترش داد. این منجر به ظهور پادشاهی‌ها و شهرهای هلنیستی در سراسر مصر، خاور نزدیک، آسیای مرکزی و شمال غربی هند شد که در آن فرهنگ یونانی با فرهنگ مردمان بومی آمیخته شد. تأثیر یونان حتی طولانی‌تر در علم و ادبیات غالب بود، جایی که دانشمندان مسلمان قرون وسطایی درخاورمیانه به مطالعه نوشته‌های ارسطو برای یادگیری علمی پرداختند.

### رم باستان
امپراتوری روم نیز نمونه اولیه امپریالیسم فرهنگی بود.
روم اولیه، در فتح ایتالیا، مردم اتروریا را با جایگزینی زبان اتروسکی با لاتین جذب کرد، که منجر به از بین رفتن آن زبان و بسیاری از جنبه‌های تمدن اتروسکی شد.
رومی‌سازی فرهنگی در بسیاری از بخش‌های امپراتوری روم توسط «بسیاری از مناطق که فرهنگ رومی را ناخواسته دریافت کردند، به عنوان شکلی از امپریالیسم فرهنگی» تحمیل شد. به عنوان مثال، زمانی که یونان توسط ارتش روم فتح شد، روم در صدد تغییر فرهنگ یونان برای انطباق با آرمان‌های رومی بود. به عنوان مثال، عادت یونانیان به برهنه شدن، در ملاء عام، برای ورزش، توسط نویسندگان رومی، که این عمل را عامل زنانگی و بردگی یونانیان می‌دانستند، با تعجب نگاه می‌کردند. مثال رومی با نمونه‌های مدرن امپریالیسم اروپایی در کشورهای آفریقایی پیوند خورده‌است، و این دو نمونه را با بحث‌های اسلاوی ژیژک در مورد «دلالت‌های خالی» پل می‌زند.
پاکس رومانا در امپراتوری، تا حدی، با «فرهنگ‌سازی اجباری جمعیت‌های متنوع فرهنگی که روم تسخیر کرده بود» تأمین شد.

### امپراتوری بریتانیا
گسترش بریتانیا در سراسر جهان در قرن ۱۸ و ۱۹ یک پدیده اقتصادی و سیاسی بود. با این حال،"یک بعد اجتماعی و فرهنگی قوی نیز در آن وجود داشت که رودیارد کیپلینگ آن را " بار مرد سفیدپوست " نامید. یکی از راه‌هایی که این کار انجام شد، تبلیغ مذهبی بود، از جمله، توسط انجمن مبلغان لندن، که «عامل امپریالیسم فرهنگی بریتانیا» بود. راه دیگر، تحمیل مطالب آموزشی به مستعمرات برای «برنامه درسی امپراتوری» بود. رابین A.Butlin می‌نویسد، «ترویج امپراتوری از طریق کتاب‌ها، مطالب گویا، و برنامه‌های درسی آموزشی گسترده بود، بخشی از یک سیاست آموزشی برای امپریالیسم فرهنگی». این در مورد علم و فناوری در امپراتوری نیز صادق بود. داگلاس ام. پیرز و ناندینی گوپتو خاطرنشان می‌کنند که «اکنون اکثر محققان علوم استعماری در هند ترجیح می‌دهند بر روش‌هایی تأکید کنند که علم و فناوری در خدمت استعمار بوده‌است، به عنوان «ابزار امپراتوری» در معنای عملی و به عنوان یک ابزار. وسیله ای برای امپریالیسم فرهنگی به عبارت دیگر، علم در هند به گونه‌ای توسعه یافت که اولویت‌های استعماری را منعکس می‌کرد، به نفع اروپایی‌ها به ضرر هندی‌ها بود، در حالی که وابسته و مطیع مقامات علمی در کلان‌شهر استعماری بود.»
تحلیل امپریالیسم فرهنگی که توسط ادوارد سعید انجام شد اساساً از مطالعه امپراتوری بریتانیا استخراج شد. به گفته دانیلو راپونی، امپریالیسم فرهنگی بریتانیا در قرن نوزدهم تأثیر بسیار گسترده‌تری نسبت به امپراتوری بریتانیا داشت. او می‌نویسد: «به تعبیر سعید، من امپریالیسم فرهنگی را هژمونی پیچیده فرهنگی کشوری، بریتانیای کبیر، می‌بینم که در قرن نوزدهم هیچ رقیبی از نظر توانایی اش در ارائه قدرت خود در سراسر جهان و اثرگذاری بر فرهنگ، نداشت. امور سیاسی و تجاری اکثر کشورها. این «هژمونی فرهنگی» کشوری است که قدرتش برای صدور بنیادی‌ترین ایده‌ها و مفاهیم بر اساس درک خود از «تمدن» عملاً هیچ حد و مرزی نداشت.» در این، برای مثال، راپونی شامل ایتالیا می‌شود.

### نمونه‌های دیگر قبل از جنگ جهانی دوم
New Cambridge Modern History دربارهٔ امپریالیسم فرهنگی فرانسه ناپلئونی می‌نویسد. ناپلئون از انستیتو فرانسه «به عنوان ابزاری برای تبدیل جهان‌شمولی فرانسه به امپریالیسم فرهنگی» استفاده کرد. اعضای مؤسسه (شامل ناپلئون) در سال ۱۷۹۸ به مصر رفتند. پس از ورود، آنها خود را در مؤسسه ای در قاهره سازماندهی کردند. سنگ روزتا مشهورترین یافته آنهاست. علم مصرشناسی میراث آنهاست.»
پس از جنگ جهانی اول، آلمانی‌ها نگران گستره نفوذ فرانسه در راینلند ضمیمه شده بودند، با اشغال دره روهر توسط فرانسه در سال ۱۹۲۳. استفاده اولیه از این اصطلاح در مقاله ای از پل رولمان (به عنوان "پیتر هارتمان") در آن تاریخ، با عنوان امپریالیسم فرهنگی فرانسوی در راین ظاهر شد.

### ارتباط با استعمار آمریکای شمالی
همزمان با روند تلاش‌های امپریالیستی بین‌المللی، گسترش قلمرو کانادا و آمریکا در قرن نوزدهم باعث شد که امپریالیسم فرهنگی به عنوان ابزاری برای کنترل بر جمعیت‌های بومی به کار گرفته شود. این امر، زمانی که در پیوند با اشکال سنتی ترپاکسازی قومی و نسل‌کشی در ایالات متحده استفاده شد، اثرات مخرب و پایداری بر جوامع بومی داشت.
در سال ۲۰۱۷، کانادا ۱۵۰سالگی کنفدراسیون سه مستعمره بریتانیا را جشن گرفت. همان‌طور که کاترین مورتون استوهر در Origins، نشریه ای که توسط دپارتمان‌های تاریخ دانشگاه ایالتی اوهایو و دانشگاه میامی سازماندهی شده‌است، اشاره می‌کند، این مناسبت با یادآوری رفتار کانادا با مردم اولین ملل برگزار شد.
تنها ۹ سال پس از امضای کنفدراسیون در سال ۱۸۶۷، کانادا «قانون بومیان» را تصویب کرد، شکلی مجزا و غیر برابر از حکمرانی به ویژه برای ملل اول. قانون بومیان امروز به قوت خود باقی است و صلاحیت بومی را در هر زمینه ای از زندگی محدود و محدود می‌کند و این در تضاد مستقیم با معاهدات بنیانگذاری کشور با همراهی ملت‌های بومی است.
سیاست‌های متعددی که دررابطه با افراد بومی اتخاذ شده بود، اندکی پس ازآن به اجرا درآمدند. قابل توجه‌ترین آن تأسیس مدارس مسکونی در سراسر کانادا به عنوان وسیله ای برای جدا کردن افراد بومی از فرهنگشان و القای باورها و ارزش‌های هژمونی استعماری عمده در آنها است. سیاست‌های این مدارس، همان‌طور که وارد چرچیل در کتاب خود «کشتن سرخپوست، مرد را نجات دهید» توصیف کرد، این بود که دانش‌آموزانی را که اغلب با زور از خانواده‌هایشان جدا می‌شدند به زور جذب کنند. این مدارس دانش آموزان را نسبت به استفاده از زبان مادری خود و شرکت در فعالیت‌های فرهنگی خود منع می‌کنند.
مدارس مسکونی به‌طور عمده توسط کلیساهای مسیحی اداره می‌شدند که همراه با تبلیغات مسیحی با حداقل نظارت دولت کار می‌کردند.
کتاب،زندگی‌های دزدیده شده: مردمان بومی کانادا و مدارس ساکنان هندی، این شکل از عملیات را شرح می‌دهد:
دولت قدرت اندکی داشت و روحانیون مسئول تصمیم‌گیری در مورد اینکه چه چیزی را تدریس کنند و چگونه آن را آموزش دهند، باقی ماندند. اولویت آنها این بود که آموزه‌های کلیسا یا نظم خود را منتقل کنند - نه ارائه آموزش خوب که بتواند به دانش آموزان در زندگی پس از فارغ‌التحصیلی کمک کند.
گابریل اسکریمشاو در مقاله‌ای در نیویورک تایمز توضیح می‌دهد که پدربزرگ و مادربزرگش مجبور شده‌اند مادرش را به یکی از این مدارس بفرستند یا در خطر زندان هستند. پس از اینکه مادرش را در «روز تحویل مدرسه» پنهان کرد تا از فرستادن دخترشان به مؤسساتی که در آن زمان (اواسط قرن بیستم) آزار و اذیت آنها کاملاً شناخته شده بود، خودداری کند. مادراسکریمشاو به گفته او گزینه‌های محدودی برای ادامه تحصیل داشت و در نتیجه امروزبی سواد است.
Scrimshaw توضیح می‌دهد «هفت نسل از اجداد من از طریق این مدارس رفتند. ثبت نام هر عضو جدید خانواده به معنای ترکیبی از سوءاستفاده و از دست دادن مداوم هویت، فرهنگ و امید بود. مادرم آخرین نسل بود. این تجربه او را شکسته و مانند بسیاری دیگر به موادی روی آورد تا این دردها را بی‌حس کند.»
گزارشی که توسط CBC Newsبازنشرشده، تخمین می‌زند که نزدیک به ۶۰۰۰ کودک دراین مدارس جان خود را از دست داده‌اند.
استعمار مردم بومی در آمریکای شمالی امروز با وجود بسته شدن اکثر مدارس مسکونی همچنان فعال است. این شکل از امپریالیسم فرهنگی در استفاده از بومیان آمریکا به عنوان طلسم و شانس‌بیار برای مدارس و تیم‌های ورزشی ادامه دارد. جیسون ادوارد بلک، استاد و رئیس گروه مطالعات ارتباطات در دانشگاه کارولینای شمالی در شارلوت، توضیح می‌دهد که چگونه استفاده از بومیان آمریکا به عنوان طلسم، نگرش‌های استعماری قرن ۱۸ و ۱۹ را تقویت می‌کند.
گروه‌های بومی، همراه با محققان مطالعات فرهنگی، طلسم‌های بومی را ابزارهای هژمونیک – ابزار کالایی – می‌دانند که با بازاریابی فرهنگ بومی به‌عنوان هویت اروپایی آمریکایی، سرنوشت آشکار معاصر را پیش می‌برد.
کنت اونوودرک بوشر در کتاب رمزگشایی پوکاهونتاس نوشتند: «فرهنگ اروپایی-آمریکایی عادت به تصاحب و بازتعریف آنچه «متمایز» و سازنده فرهنگ بومیان آمریکایی است را ایجاد کرده‌است.

### استعمار نازی
امپریالیسم فرهنگی نیز در ارتباط با گسترش نفوذ آلمان تحت حمایت نازی‌ها در اواسط قرن بیستم مورد استفاده قرار گرفته‌است. آلن اشتاین‌وایس و دانیل راجرز خاطرنشان می‌کنند که حتی قبل از به قدرت رسیدن نازی‌ها، «در جمهوری وایمار، متخصصان دانشگاهی آلمانی در اروپای شرقی ازطریق انتشارات و آموزش‌های خود در مشروعیت بخشیدن به رانشیسم ارضی آلمان و امپریالیسم فرهنگی مشارکت داشتند. این دانشمندان عمدتاً در رشته‌های تاریخ، اقتصاد، جغرافیا و ادبیات فعالیت می‌کردند.»
در زمینه موسیقی، مایکل کاتر می‌نویسد که در طول اشغال فرانسه توسط آلمان در جنگ جهانی دوم، هانس رزباود، رهبر ارکستر آلمانی مستقر توسط رژیم نازی در استراسبورگ، «حداقل به صورت اسمی، خدمتگزار امپریالیسم فرهنگی نازی علیه فرانسوی‌ها شد.»
درایتالیا در طول جنگ، آلمان «یک جبهه فرهنگی اروپایی که حول فرهنگ آلمانی می‌چرخد» را دنبال کرد. یوزف گوبلس، وزیر تبلیغات نازی، اتحادیه نویسندگان اروپا را تأسیس کرد، «یکی از جاه طلبانه‌ترین پروژه‌های گوبلز برای هژمونی فرهنگی نازی‌ها. این اتحادیه که احتمالاً وسیله ای برای گردآوری نویسندگان از آلمان، ایتالیا و کشورهای اشغال شده برای برنامه‌ریزی زندگی ادبی اروپای جدید بود، به زودی به عنوان وسیله ای برای امپریالیسم فرهنگی آلمان ظاهر شد.»
اقدامات آلمان نازی منعکس کننده مفهوم نژاد و فرهنگ است که نقش مهمی در امپریالیسم بازی می‌کند. این ایده که بین آلمانی‌ها و یهودیان تمایز وجود دارد، این توهم را ایجاد کرده‌است که آلمانی‌ها معتقدند آنها برتراز یهودیان هستند، تصور ما/آنها و خود/دیگران. 

### آمریکایی شدن
اصطلاحات «مکدونالدیزاسیون»، «دیزنی‌سازی» و «کوکاکلونیزاسیون» برای توصیف گسترش نفوذ فرهنگی غرب ابداع شده‌اند.
کشورهای زیادی هستند که تحت تأثیر ایالات متحده و فرهنگ عمومی آنها قرار گرفته‌اند. به عنوان مثال، صنعت فیلم درنیجریه که به عنوان «نالیوود» شناخته می‌شود، دومین صنعت بزرگ است؛ زیرا سالانه فیلم‌های بیشتری نسبت به ایالات متحده تولید می‌کند، فیلم‌های آنها در سراسر آفریقا نمایش داده می‌شود. اصطلاح دیگری که گسترش نفوذ فرهنگی غرب را توصیف می‌کند«هالیوودی شدن»است، زمانی که فرهنگ آمریکایی از طریق فیلم‌های هالیوودی ترویج می‌شود که می‌تواند از نظر فرهنگی بینندگان فیلم‌های هالیوود را تحت تأثیر قرار دهد.